# Jeon Jun-bum
Jeon Jun-bum (kor. 전준범; * 29. September 1986) ist ein südkoreanischer Badmintonspieler. 

## Karriere
Jeon Jun-bum gewann bei der Badminton-Juniorenweltmeisterschaft 2004 Bronze im Herrendoppel und Silber mit dem südkoreanischen Team. Zwei Jahre später siegte er bei den Mongolia International und den Vietnam Open, beide Male jeweils im Herrendoppel mit Yoo Yeon-seong.

## Sportliche Erfolge
| Saison | Veranstaltung              | Disziplin    | Platz | Name                          |
| ------ | -------------------------- | ------------ | ----- | ----------------------------- |
| 2004   | Junioren-Weltmeisterschaft | Doppel       | 3     | Yoo Yeon-seong / Jeon Jun-bum |
| 2006   | Mongolia International     | Doppel       | 1     | Yoo Yeon-seong / Jeon Jun-bum |
| 2006   | Vietnam Open               | Herrendoppel | 1     | Yoo Yeon-seong / Jeon Jun-bum |